# ألان بريستون
ألان بريستون (بالإنجليزية: Alan Preston)‏ (29 أكتوبر 1932 بويلينغتون في نيوزيلندا - 2 سبتمبر 2004 بويلينغتون في نيوزيلندا) هو لاعب كريكت ولاعب كرة قدم نيوزلندي في مركز الهجوم. شارك مع منتخب نيوزيلندا لكرة القدم. أما مع النوادي، فقد لعب مع Wellington cricket team ‏.